# Киска (река, Парамушир)
Киска — река в России на острове Парамушир, входящем в состав северной группы Большой гряды Курильских островов. Длина Киски — 11 км, площадь водосборного бассейна — 23,4 км².
Истоки Киски находятся у подножий хребта Левинсона-Лессинга, река течёт в юго-восточном направлении. Киска впадает в реку Кума, является её правым притоком.

## Данные водного реестра
По данным государственного водного реестра России относится к Амурскому бассейновому округу. Речной бассейн — бассейны рек острова Сахалин. Водохозяйственный участок — Курильские острова.
Код водного объекта 20050000312118300010508.